# Taman Narmada
Taman Narmada is een park in Narmada en ligt zo'n 10 kilometer ten oosten van de provinciehoofdstad Mataram op het Indonesische eiland Lombok.
Het park is in 1727 gebouwd in opdracht van de Balinese koning Anak Agung Gede Ngurah Karang Asem. Het park dient als een recreatietuin en een plek waar de hindoegod Shiva kan worden aanbeden. Het zwembad in het park staat symbool voor Segara Anak, het kratermeer op de nabij gelegen vulkaan Gunung Rinjani.
In de buurt is een vijver waar je kan bidden en er is een waterbron waarvan gezegd wordt dat water ervan de toegweide pelgrim de eeuwige jeugd schenkt. De tempel in het park, de Pura Kalasa, wordt nog steeds gebruikt en jaarlijks worden hier de Balinese Pujawali feesten gehouden om de god Batara te eren die op de Gunung Rinjani rondhangt.
Ook bevindt zich in het park een aquaduct, dat is aangelegd door de Nederlanders.